# هاكوكي
هاكوكي (باليابانية: 薄桜鬼 〜新選組奇譚〜، بالروماجي: Hakuoki ~Shinsengumi Kitan~) هي سلسلة ألعاب فيديو، تم تطويرها لأجهزة بلاي ستيشن 2، بلاي ستيشن 3، بلاي ستيشن بورتبل، نينتندو دي أس. اقتبست إلى أنمي تلفزيوني من قبل استوديو دين، عرض الموسم الأول في 4 أبريل عام 2010 واستمر عرضه في 20 يونيو عام 2010، وتكون من حلقة 12. تم ترخيص الأنمي في أمريكا الشمالي من قبل Sentai Filmworks.

## القصة
تدور أحداث القصة عن شيزورو يوكيمورا، هي إبنه طبيب يعمل في إيدو، ثم يقرر السفر إلى كيوتو ليعمل كطبيب متطوع، وبعد مرو من الزمن بدأت شيزورو بالقلق على والدها، فقررت الذهاب إلى كيوتو للبحث عنه، وفي الطريق يهاجمها مجموعة الرجال الخارجين عن القانون ويحاولو اختطافها، ثم تظهر مجموعة شينسينغومي يأخذونها إلى الحجز لاستجوابها.

## الشخصيات

### الشخصيات الرئيسية
يوكيمورا تشيزورو (باليابانية: 雪村 千鶴، بالروماجي: Yukimura Chizuru)
مؤدية الصوت: هوكو كواشيما
هيجيكاتا توشيزو (باليابانية: 土方 歳三، بالروماجي: Hijikata Toshizō)
مؤدي الصوت: شينيتشيرو ميكي
أوكيتا سوجي (باليابانية: 沖田 総司، بالروماجي: Okita Sōji)
مؤدي الصوت: شوتارو موريكوبو
سايتو هاجيمي (باليابانية: 斎藤 一، بالروماجي: Saitō Hajime)
مؤدي الصوت: كوسكي توريومي
تودو هيسكي (باليابانية: 藤堂 平助، بالروماجي: Tōdō Heisuke)
مؤدي الصوت: هيرويوكي يوشينو
هارادا سانوسكي (باليابانية: 原田 左之助، بالروماجي:  Harada Sanosuke)
مؤدي الصوت: كوجي يوسا
ناغاكورا شينباتشي (باليابانية: 永倉 新八، بالروماجي: Nagakura Shinpachi)
مؤدي الصوت: توموهيرو تسوبوي
كوندو إيسامي (باليابانية: 近藤 勇، بالروماجي:  Kondō Isami)
مؤدي الصوت: تورو أوكاوا
سانان كيسكي (باليابانية: 山南 敬助، بالروماجي: Yamanami Keisuke)
مؤدي الصوت: نوبوؤو توبيتا

### شخصيات أخرى
كاورو ناغومو (باليابانية: 南雲 薫، بالروماجي: Nagumo Kaoru)
مؤدية الصوت: هاسومي إيتو
كازاما تشيكاغي (باليابانية: 風間 千景، بالروماجي: Kazama Chikage)
مؤدي الصوت: كينجيرو تسودا
كيوجو أماغيري (باليابانية: 天霧 九寿، بالروماجي: Amagiri Kyūju)
مؤدي الصوت: ريو ياماغوتشي
كيو شيرانوي (باليابانية: 不知火 匡، بالروماجي: Shiranui Kyō)
مؤدي الصوت: هيرواكي يوشيدا
سين-هيمي (باليابانية: 千姫، بالروماجي: Sen-hime)
مؤدية الصوت: أيانو إيشيكاوا

## وصلات خارجية
- موقع الأنمي الرسمي
- Hakuouki ~Shinsengumi Kitan~ في قاعدة بيانات الرواية المرئية